# ر مینور
ر مینور یا ر کوچک (انگلیسی: D minor) با مخفف (Dm) یک گام مینور بر پایهٔ نت «ر» است.

## تعریف
گام ر مینور بر سه نوع مینور تئوریک (طبیعی)، مینور هارمونیک و مینور ملودیک استوار است و گام بزرگ نسبی آن، فا ماژور است و علامت «سرکلید»، «سی بمل» است.
- گام ر مینور طبیعی به ترتیب نت عبارتند از : ر، می، فا، سل، لا، سی بمل و دو، است:

Audio playback is not supported in your browser. You can download the audio file.
- در گام ر مینور هماهنگ (یا ر مینور هارمونیک)، نت «دو» نیم پرده کروماتیک به بالا تغییر می کند

Audio playback is not supported in your browser. You can download the audio file.
- در صورتی که درجات ششم و هفتم در حالت بالا رونده نیم پرده کروماتیک به بالا تغییر کند و در حالت پایین رونده به حالت اصلی خود برگردد، ر مینور نغمگی (یا ر مینور ملودیک) است

Audio playback is not supported in your browser. You can download the audio file.

## آثار در ر مینور
- سمفونی در ر مینور (فرانک)
- سمفونی شماره ۴ (شومان)
- سمفونی شماره ۹ (بتهوون)
- رکوئیم (موتسارت)
- کنسرتو پیانو شماره ۲۰ (موتسارت)
- توکاتا و فوگ در ر مینور
- سمفونی شماره ۵ (مندلسون)
- کنسرتو پیانو شماره ۳ (راخمانینف)